# Iracema do Oeste
Iracema do Oeste este un oraș în Paraná (PR), Brazilia.